# Organización territorial de El Salvador
La organización territorial de El Salvador consiste en un sistema de república unitaria; que está desarrollado en la Constitución de la República, en el artículo 84 del Título III (en donde se explica sobre el territorio soberano del país, tanto en el aire, mar, islas adyacentes y tierra) y los artículos del Capítulo VI Título VI (que establece las bases de la división administrativa del país).
De acuerdo con los artículos 200 y 202 de la Constitución de la República, la organización primaria del país consiste en la fragmentación en catorce departamentos para su administración política, que están a cargo de un gobernador designado por el presidente de la República. Cada departamento se subdivide sucesivamente en municipios, que en total (desde la entrada en vigencia de la «Ley Especial para la Reestructuración Municipal de 2023») son 44, y que son gobernados por su propio concejo municipal, elegido cada tres años de forma directa por los ciudadanos inscritos en la circunscripción municipal respectiva. A su vez, los municipios, para fines administrativos, se subdividen en distritos (que en total suman 262); que son liderados por un jefe o director nombrado por el concejo municipal respectivo, y cuyos lineamientos para su organización, funcionamiento y relación con su municipio son también aprobados por el consejo municipal correspondiente.
Oficialmente, los departamentos se agrupan en tres regiones geográficas sin administración política propia:
- Zona occidental
  - Ahuachapán
  - Santa Ana
  - Sonsonate
- Zona central
  - La Libertad
  - Chalatenango*
  - Cuscatlán*
  - San Salvador
  - La Paz*
  - Cabañas*
  - San Vicente*
- Zona oriental
  - Usulután
  - San Miguel
  - Morazán
  - La Unión

* Frecuentemente estos departamentos son agrupados en una región independiente (la «zona paracentral»), cuya configuración no está definida, para separarlos de San Salvador y La Libertad que comparten el área metropolitana capitalina. Según la Oficina Nacional de Estadísticas y Censos, la zona paracentral abarca La Paz, Cabañas y San Vicente, pero también otras instituciones y agencias del Estado incluyen a Chalatenango y Cuscatlán.

## Datos de los departamentos
|              |                       |                      | Superficie | Superficie | Superficie | Población | Población | |
| Departamento | Fundación             | Cabecera             | km²        | #          | %          | 2007      | #         | Notas |
| ------------ | --------------------- | -------------------- | ---------- | ---------- | ---------- | --------- | --------- | --- |
| Ahuachapán   | 9 de febrero de 1869  | Ahuachapán           | 1240       | 08         | 5.9        | 319 503   | 07        | Dentro de su territorio se encuentran "Los Ausoles", y el parque nacional El Imposible. Es uno de los principales productores de café.                                                                                            |
| Cabañas      | 10 de febrero de 1873 | Sensuntepeque        | 1104       | 12         | 5.7        | 149 326   | 14        | Existe la explotación de minerales tales como el oro, la plata y el cobre. |
| Chalatenango | 14 de febrero de 1855 | Chalatenango         | 2017       | 05         | 9.6        | 192 788   | 11        | En su territorio se encuentra el punto más alto de El Salvador: El cerro El Pital. En sus zonas altas existe desarrollo de agricultura y turismo.                                                                                 |
| Cuscatlán    | 22 de mayo de 1835    | Cojutepeque          | 756        | 14         | 3.6        | 231 480   | 10        | Dentro de su demarcación se encuentra Ciudad Vieja, primitivo asiento de San Salvador. |
| La Libertad  | 28 de enero de 1865   | Santa Tecla          | 1653       | 06         | 7.9        | 660 652   | 02        | En su geografía destaca el volcán de San Salvador, además tiene notable desarrollo en la agricultura, pesca artesanal y turismo de playa y montaña.                                                                               |
| La Paz       | 21 de febrero de 1852 | Zacatecoluca         | 1224       | 10         | 5.8        | 308 087   | 08        | En el departamento de La Paz se encuentra el Aeropuerto Internacional de El Salvador. Es notable la producción de caña de azúcar, la elaboración de alfarería, y el turismo de playa.                                             |
| La Unión     | 22 de junio de 1865   | La Unión             | 2074       | 03         | 9.9        | 238 217   | 09        | Limita al Sureste con el Golfo de Fonseca, a donde también se encuentra ubicado el Puerto La Unión. |
| Morazán      | 14 de julio de 1875   | San Francisco Gotera | 1447       | 07         | 6.9        | 174 426   | 12        | Desarrollo de turismo de montaña, además del legado histórico de la Guerra Civil Salvadoreña. También se encuentran las pinturas rupestres de la cueva del Espíritu Santo.                                                        |
| San Miguel   | 22 de junio de 1865   | San Miguel           | 2077       | 02         | 9.9        | 434 003   | 05        | En su geografía destaca el volcán de San Miguel y la Laguna de Olomega; asimismo, es reconocido el carnaval que se desarrolla en las fiestas patronales de la cabecera departamental. También existe producción agrícola notable. |
| San Salvador | 12 de junio de 1824   | San Salvador         | 886        | 13         | 4.2        | 1 567 156 | 01        | Es el asiento de la ciudad capital San Salvador. En su geografía destaca el volcán de San Salvador y el Lago de Ilopango, que es compartido con La Paz y Cuscatlán. Además se encuentra el sitio arqueológico de Cihuatán.        |
| San Vicente  | 12 de junio de 1824   | San Vicente          | 1184       | 11         | 5.7        | 161 645   | 13        | Destaca en su geografía el volcán de San Vicente, que también es compartido con La Paz, así como la Laguna de Apastepeque. Notable producción de agricultura, en la que destaca la caña de azúcar.                                |
| Santa Ana    | 8 de febrero de 1855  | Santa Ana            | 2023       | 04         | 9.6        | 523 655   | 03        | En su geografía destacan el volcán de Santa Ana y los lagos de Coatepeque y Güija, limítrofe con Guatemala, además del parque nacional Montecristo. También es uno de los principales productores de café, cal, cemento y ganado. |
| Sonsonate    | 12 de junio de 1824   | Sonsonate            | 1226       | 09         | 5.8        | 438 960   | 04        | En su geografía destaca el volcán de Izalco; además tiene actividad portuaria en Acajutla, desarrollo de turismo de playa, agricultura y ganadería. Algunos de sus municipios forman parte de la Ruta de las Flores.              |
| Usulután     | 22 de junio de 1865   | Usulután             | 2130       | 01         | 10.1       | 344 235   | 06        | En su geografía destacan la bahía de Jiquilisco, y los volcanes de Usulután y Tecapa. Existe desarrollo de turismo de playa y montaña, además de la agricultura, en la que destaca el café.                                       |

## Evolución histórica
Luego de la Independencia de Centroamérica en 1821, el 12 de junio de 1824, con la entrada en vigencia de la primera Constitución salvadoreña se unirían los territorios de la provincia de San Salvador y la alcaldía mayor de Sonsonate en el Estado de El Salvador, que formaría parte de la República Federal de Centroamérica. Organizándose el territorio estatal en 4 departamentos (Sonsonate, San Salvador, San Vicente y San Miguel; a partir de los cuales se irían formando los demás), que estarían divididos en distritos, y estos a su vez en municipios.
Los departamentos estarían dirigidos por un jefe político intendente, que a partir del 22 de febrero de 1841 (cuando el país asume su soberanía y declara disuelta la unión centroamericana) pasarían a denominarse gobernadores; los distritos, que tenían funciones políticas, judiciales y electorales, estaban a cargo del alcalde de la cabecera del distrito (quien además tenía el título de jefe de distrito), y continuarían existiendo hasta el siglo XX pero irían perdiendo relevancia con el pasar del tiempo; y los municipios serían dirigidos cada uno por un concejo municipal renovado cada año que estaría presidido por uno o dos alcaldes (con funciones judiciales hasta 1855, cuando también se decretó que sólo habría un alcalde por municipio), desde 1983 los concejos durarían 3 años.
El 14 de julio de 1875 con la creación del departamento de Gotera (que a partir del 14 de marzo de 1887 sería llamado Morazán, en honor al general y expresidente de la Federación Centroamericana Francisco Morazán), el país llegaría a tener en total 14 departamentos.
La creación del distrito de Berlín el 12 de noviembre de 1947 (con los municipios de Santiago de María, su cabecera; Berlín; Mercedes Umaña; San Agustín y San Francisco Javier); y el cambio de nombre del distrito de Alegría, que pasa a ser el distrito de Santiago de María, el 26 de octubre de 1848 (con Santiago de María, su cabecera; Alegría; Tecapán y California); ambas en el departamento de Usulután; marcan la última vez que se crea y modifica dicha jurisdicción supramunicipal en su sentido original, ya que a partir de ese punto los distritos empezarían a perder significación práctica a favor de los departamentos, siendo en las décadas siguientes olvidados en la definición de nuevas unidades territoriales.
De acuerdo con el texto del artículo 1 de la «Ley Única del Régimen Político de 1879», que fue sometida a diversas reformas posteriores hasta el año de 1947, el territorio nacional estaba dividido «para su administración en catorce departamentos, treinta y nueve distritos y doscientas cincuenta y nueve demarcaciones municipales», pero dicha normativa estaría desactualizada, ya que en las notas de la misma ley refiere que efectivamente para ese momento eran 260 municipios, misma cantidad que se observa en las obras del historiador Jorge Lardé y Larín tituladas «Recopilación de Leyes Relativas a la Historia de los Municipios de El Salvador» (de 1950, y donde la última ley sobre creación de pueblos es la que erige como municipio a San Antonio Pajonal el 13 de noviembre de 1945) y «El Salvador. Historia de sus pueblos, villas y ciudades» (en su primera edición de 1957); y con la posterior creación de 2 municipios más (El Divisadero el 30 de noviembre de 1961, y San Luis La Herradura el 1 de noviembre de 1984), se llegaría a sumar en total 262 municipios.
Con el artículo 1 de la «Ley Especial para la Reestructuración Municipal», aprobada mediante Decreto Legislativo N.º 762, del 13 de junio de 2023, publicado en el Diario Oficial N.º 110, Tomo N.º 439, del 14 de junio de 2023, el parlamento salvadoreño determinó que el territorio nacional «continuará dividido en los actuales catorce departamentos, con cuarenta y cuatro municipios y doscientos sesenta y dos distritos municipales.»